# Kierzkowice (Stypułów)
Kierzkowice – przysiółek wsi Stypułów w Polsce, położony w województwie lubuskim, w powiecie nowosolskim, w gminie Kożuchów.
W latach 1975–1998 przysiółek należał administracyjnie do województwa zielonogórskiego.